# 流しのOOJA 〜VINTAGE SONG COVERS〜
『流しのOOJA ～Vintage Song Covers～』（ナガシノオオジャ・ヴィンテージ・ソング・カバーズ）は、Ms.OOJAの6枚目のカバーアルバム。2020年8月26日、Universal Sigmaから発売された。

## 解説
Ms.OOJAによるカバーアルバム第6集。昭和歌謡曲のカバー12曲で構成されている。
ラジオの仕事で定期的に札幌に通うMs.OOJAは、2019年11月から札幌のキャナルストリートクラブにて、予告なしで突然店に訪問して地元ピアニストの伴奏で昭和歌謡曲を歌唱するという「流しのOOJA」というゲリラライブ企画を継続的に行ってきた。これがきっかけとなり、そこで実際に歌われた楽曲を中心に本アルバムが制作されることとなった。
「シルエット・ロマンス」は2013年3月9日にリリースされた8thシングル「30」のC/Wとして発表されたものが収録された。
2020年7月にMs.OOJA公式TikTokチャンネルが開設され、「フライディ・チャイナタウン」について本人が踊る振り付けが披露された。この動画を観た原曲歌唱者の泰葉が自身のSNS上でダンスを披露した。
「ごめんね」、「Woman "Wの悲劇より"」、「さよならの向う側」はミュージックビデオが制作された。「フライディ・チャイナタウン」「ごめんね」は後日、北海道UHBの企画で北海道出身ピアニストYouTuber「よみぃ」とのコラボ動画が制作された。
アルバムジャケットはイラストレーター加藤美紀のデザインによるもので、昭和歌謡をイメージしたものとなっている。
全国の居酒屋や小料理屋などを回る計画が立てられたものの、新型コロナウィルス感染拡大によって白紙となってしまった。

## 収録曲
| #         | タイトル                                       | 作詞         | 作曲       | 時間  |
| --------- | ---------------------------------------------- | ------------ | ---------- | ----- |
| 1.        | 「フライディ・チャイナタウン」(泰葉の楽曲)     | 荒木とよひさ | 海老名泰葉 | 3:00  |
| 2.        | 「真夜中のドア〜Stay With Me」(松原みきの楽曲) | 三浦徳子     | 林哲司     | 5:11  |
| 3.        | 「異邦人」(久保田早紀の楽曲)                   | 久保田早紀   | 久保田早紀 | 4:00  |
| 4.        | 「夏をあきらめて」(サザンオールスターズの楽曲) | 桑田佳祐     | 桑田佳祐   | 3:44  |
| 5.        | 「ごめんね…」(髙橋真梨子の楽曲)                | 髙橋真梨子   | 水島康宏   | 4:47  |
| 6.        | 「Woman "Wの悲劇"より」(薬師丸ひろ子の楽曲)    | 松本隆       | 呉田軽穂   | 4:01  |
| 7.        | 「つぐない」(テレサ・テンの楽曲)               | 荒木とよひさ | 三木たかし | 3:54  |
| 8.        | 「さよならの向う側」(山口百恵の楽曲)           | 阿木燿子     | 宇崎竜童   | 4:49  |
| 9.        | 「想い出のスクリーン」(八神純子の楽曲)         | 三浦徳子     | 八神純子   | 3:39  |
| 10.       | 「難破船」(加藤登紀子の楽曲)                   | 加藤登紀子   | 加藤登紀子 | 3:24  |
| 11.       | 「駅」(中森明菜の楽曲)                         | 竹内まりや   | 竹内まりや | 5:32  |
| 12.       | 「シルエット・ロマンス」(大橋純子の楽曲)       | 来生えつこ   | 来生たかお | 3:29  |
| 合計時間: | 合計時間:                                      | 合計時間:    | 合計時間:  | 49:36 |

## ミュージックビデオ
| 曲名                       | ミュージックビデオ                                                                         |
| -------------------------- | ------------------------------------------------------------------------------------------ |
| フライディ・チャイナタウン | Ms.OOJA「フライディ・チャイナタウン」 (@msoojaofficial/video/6848189048201186562) - TikTok |
| フライディ・チャイナタウン | Ms.OOJA「フライディ・チャイナタウン」 (@msoojaofficial/video/6848862214808489217) - TikTok |
| フライディ・チャイナタウン | Ms.OOJA「フライディ・チャイナタウン」 (@msoojaofficial/video/6852210775415672066) - TikTok |
| フライディ・チャイナタウン | 北海道UHBよみぃ×ふみTV-Ms.OOJA「フライディ・チャイナタウン」 - YouTube                     |
| 真夜中のドア〜Stay with Me | Ms.OOJA「真夜中のドア〜Stay with Me」 - YouTube                                            |
| ごめんね...                | Ms.OOJA「ごめんね...」 - YouTube                                                           |
| ごめんね...                | 北海道UHBよみぃ×ふみTV-Ms.OOJA「ごめんね...」 - YouTube                                    |
| Woman "Wの悲劇より"        | Ms.OOJA「Woman "Wの悲劇より"」 - YouTube                                                   |
| つぐない                   | 【LIVE】Ms.OOJA翻唱《偿还》（つぐない）邓丽君 - bilibili（中国語）                         |
| さよならの向う側           | Ms.OOJA「さよならの向う側」 - YouTube                                                      |
| 難破船                     | Ms.OOJA「難破船」 - YouTube                                                                |
| 難破船                     | 【LIVE】Ms.OOJA翻唱《难破船》（難破船）中森明菜【官方投稿】 - bilibili（中国語）           |

## チャート
| チャート(2020)                           | 最高位 |
| ---------------------------------------- | ------ |
| Oricon 週間CDアルバムランキング          | 31     |
| Billboard Japan 週間CDアルバムランキング | 21     |